# Rishra
Rishra är en stad längs Huglifloden i Indien och är belägen i distriktet Hugli i delstaten Västbengalen. Staden, Rishra Municipality, ingår i Calcuttas storstadsområde och hade 124 577 invånare vid folkräkningen 2011.